# 吉田親司
吉田 親司（よしだ ちかし、1969年 - ）は日本の仮想戦記およびライトノベル作家。日本SF作家クラブ会員。福岡県出身。

## 略歴
岡山商科大学卒業後、SEとしてソフトウェア開発会社に勤務していたが、30歳の時にリストラされ、本格的作家活動に入る。主に仮想戦記を発表しているが、ライトノベルの著作も数冊ある。
デビュー作は『新世界大戦エピソード3』（ベストセラーズ）。以後、『帝国の聖戦』（学習研究社）や『装甲空母〈関ヶ原〉』（コスミック出版）などを発表。ライトノベルズの著書として『MM 記憶師たちの夜明け』『WW 記憶師たちの黄昏』（電撃文庫）がある。
ライトノベルの要素を仮想戦記に取り込むことにも積極的であり、巫女さんとメイドさんがサイパンで大暴れする『血闘絶対国防圏』（銀河出版）や、機動武闘伝Gガンダムからインスパイアされたと思しき「ヤマトファイト」が炸裂する『世界戦艦大和列伝』（銀河出版）などがある。またライトノベル寄りのアダルト小説として『鉄車帝国の女囚』（二見書房）も上梓している。
アニメや映画のパロディも好みらしく、作中にいくつも登場させている。『超時空戦闘艦〈大和〉飽食戦線ガダルカナル』（白石書店）は『トンデモ本 男の世界』(ISBN 459404770X) でも紹介された。

## 著作

### 小説
- マザーズ・タワー （早川書房）
- 江戸詰め始末剣 闇蝙蝠（富士見新時代小説文庫、全3巻）

### 仮想戦記
- 真世界大戦 米西海岸攻防編（コスミック出版）
- 新世界大戦EPISODE1（ベストセラーズ、全3巻）

1. 「北海の旭日旗」ISBN 4584179085
2. 「沈黙の守護神」ISBN 458417914X
3. 「大和の挽歌」ISBN 4584179212

- 新世界大戦EPISODE3（ベストセラーズ、現在1～2巻）

全5巻予定。
1. 「赤土の皇国」ISBN 4584179034
2. 「策士たちの饗宴」ISBN 4584179093

- 帝国の聖戦（学習研究社、全5巻）

1. 「開戦編」ISBN 4054016669
2. 「勃興編」ISBN 4054017495
3. 「疾風編」ISBN 4054018807
4. 「反撃編」ISBN 4054020410
5. 「回天編」ISBN 4054021514

文庫化は全2巻、コスミック出版
- 超世界大戦 究極戦艦大戦略（コスミック出版）
- 超空の神兵（コスミック出版、正・続２巻＋番外編2巻）
- 超時空戦闘艦〈大和〉飽食戦線ガダルカナル（白石書店）
- 超武装空母艦隊（コスミック出版）
- 真・超武装空母艦隊（コスミック出版）
- バーチャル魔艦〈大和〉灼熱戦線キスカ大攻防（白石書店）
- 鉄鎖の太平洋（経済界、全3巻）
- 異形特務空母〈那由多〉（学習研究社）
- 装甲空母「関ヶ原」（コスミック出版、全3巻）
- 決戦空母「桶狭間」（コスミック出版、全3巻）

『関ヶ原』の続編。
- 逆襲のレイテ 米太平洋艦隊撃滅作戦（コスミック出版、全3巻）
- 血闘絶対国防圏（銀河出版、上下巻）
- 世界戦艦大和列伝（銀河出版、上下巻）
- 空母艦隊血風録（有楽出版社、全3巻）
- 空母三国志―日中激突2013 （学研　歴史群像新書）
- 超世界大戦（コスミック出版、全3巻）
- 極東大戦（コスミック出版、全2巻）
- 合衆国本土血戦（Ryu novels、全2巻）
- 大和型零号艦の進撃（Ryu novels、全2巻）
- 東京湾大血戦（Ryu novels）
- 修羅の八八艦隊（Ryu novels）
- ガ島要塞1942（Ryu novels、全2巻）
- ラバウル要塞1943（Ryu novels、全2巻）
- ミッドウェー要塞1941（ヴィクトリーノベルス、上下巻）
- 時空改変戦艦「大和」（ヴィクトリーノベルス、上下巻）
- 日米最終海戦血風録（有楽出版社、全3巻）
- 影の連合艦隊司令長官（コスミック出版、全3巻）

文庫化は『怒濤の艦隊―機動部隊大海戦』に改題、全1巻、コスミック出版
- 女皇の帝国（ベストセラーズ、全6巻）
  - 女皇の帝国 内親王那子様の聖戦 ISBN 978-4584179512
  - 女皇の帝国2 内親王那子様の聖戦 ISBN 978-4584179543
  - 女皇の帝国3 内親王那子様の聖戦 ISBN 978-4584179574
  - 女皇の帝国4 内親王那子様の聖戦 ISBN 978-4584179659
  - 女皇の帝国5 内親王那子様の聖戦 ISBN 978-4584179673
  - 女皇の帝国6 内親王那子様の聖戦 ISBN 978-4584179697
- 女皇の帝国外伝（ベストセラーズ、全2巻）
  - 女皇の帝国外伝1 機動内親王澪子様の冒険 ISBN 978-4584179611
  - 女皇の帝国外伝2 機動内親王澪子様の冒険 ISBN 978-4584179628
- 女皇の聖戦（朝日新聞出版、全3巻）
  - 女皇の聖戦 内親王那子様の征途 ISBN 978-4-02-273966-7
  - 女皇の聖戦 内親王那子様の機略 ISBN 978-4-02-273970-4
  - 女皇の聖戦 内親王那子様の凱歌 ISBN 978-4-02-273971-1
- 第零艦隊血風録（有楽出版社、全3巻）
- 第零艦隊破戒録（有楽出版社、全3巻）

『第零艦隊血風録』の続編。
- 自衛隊三国志（世界文化社、全2巻）
- 防衛大臣 山本五十六（エムディエヌコーポレーション）

### ライトノベル
- 突撃彗少女マリア （ガガガ文庫 ISBN 9784094510645）
- MM 記憶師たちの夜明け（電撃文庫 ISBN 4840228876）

『帝国の聖戦』と同一世界。
- WW 記憶師たちの黄昏（電撃文庫 ISBN 4840232113）

『MM』の続編。
- 鉄車帝国の女囚（二見書房 ISBN 4576052195）
- 8ガールズオデッセイ（GA文庫 ISBN 4797341688）
- 彼女はQ〈クイーン〉（電撃文庫 ISBN 4840239401）
- ペニンシュラの修羅（電撃文庫 ISBN 4048869817）

文庫本未収録作品
- WW番外編 BB（電撃hp Vol.38に掲載）

### ムック記事
- 僕たちの好きな戦艦大和（宝島社）

尾道の1/1大和セットの取材記事。
- 僕たちの好きな零戦（宝島社）

零戦映画の映画評など。
- 超絶! 秘密兵器大全（宝島社）

龍巻作戦を題材にした寸劇風の短編。
- 戦艦大和伝説（宝島社）

南極探検戦艦大和。
- 激烈! 秘密兵器大全（宝島社）

ハウニブ、パンジャンドラム、フライングパンケーキの短編。
- 武田信玄と上杉謙信 決戦!川中島の戦い （宝島社）

武田信玄VS織田信長の仮想戦。
- 僕たちの好きな金田一耕助 （宝島社）

岡山県真備町の取材記事。
- 歴史群像　NO.81（学習研究社）

「ミシガン湖上の石炭空母」…練習空母〈セイブル〉〈ウォルバリン〉の記事。
- 自衛隊装備名鑑 ― 1954〜2006（コーエー）

輸送艦おおすみなどの記事。
- 壮烈! 日本海軍指揮官列伝 （宝島社）

レイテにおける雷撃戦の仮想小説。
- 俺は、君のためにこそ死ににいく （東映）

映画パンフレットに寄稿。大西中将などのコラム。